# John Peers
John Peers (Melbourne, 25 juli 1988) is een Australische tennisspeler. Hij deed al mee aan grandslamtoernooen en won het dubbelspel van het Australian Open in 2017, samen met de Fin Henri Kontinen. Peers heeft 27 ATP-toernooien in het dubbelspel op zijn naam staan.

## Palmares

### Mannendubbelspel
| Nr.                                   | Datum             | Toernooi                  | Ondergrond    | Partner            | Tegenstanders in finale                   | Score                | Details |
| ------------------------------------- | ----------------- | ------------------------- | ------------- | ------------------ | ----------------------------------------- | -------------------- | ------- |
| gewonnen finales mannendubbelspel     |                   |                           |               |                    |                                           |                      |         |
| 1.                                    | 14 april 2013     | ATP Houston               | Gravel        | Jamie Murray       | Bob Bryan Mike Bryan                      | 1-6, 7-6(3), [12-10] | Details |
| 2.                                    | 28 juli 2013      | ATP Gstaad                | Gravel        | Jamie Murray       | Pablo Andújar Guillermo García López      | 6-3, 6-4             | Details |
| 3.                                    | 29 september 2013 | ATP Bangkok               | Hardcourt (i) | Jamie Murray       | Tomasz Bednarek Johan Brunström           | 6-3, 3-6, [10-6]     | Details |
| 4.                                    | 4 mei 2014        | ATP München (1)           | Gravel        | Jamie Murray       | Colin Fleming Ross Hutchins               | 6-4, 6-2             | Details |
| 5.                                    | 11 januari 2015   | ATP Brisbane (1)          | Hardcourt     | Jamie Murray       | Oleksandr Dolgopolov Kei Nishikori        | 6-3, 7-6(4)          | Details |
| 6.                                    | 2 augustus 2015   | ATP Hamburg (1)           | Gravel        | Jamie Murray       | Juan Sebastián Cabal Robert Farah Maksoud | 2-6, 6-3, [10-8]     | Details |
| 7.                                    | 10 januari 2016   | ATP Brisbane (2)          | Hardcourt     | Henri Kontinen     | James Duckworth Chris Guccione            | 7-6(4), 6-1          | Details |
| 8.                                    | 1 mei 2016        | ATP München (2)           | Gravel        | Henri Kontinen     | Juan Sebastián Cabal Robert Farah Maksoud | 6-3, 3-6, [10-7]     | Details |
| 9.                                    | 17 juli 2016      | ATP Hamburg (2)           | Gravel        | Henri Kontinen     | Daniel Nestor Aisam-ul-Haq Qureshi        | 7-5, 6-3             | Details |
| 10.                                   | 6 november 2016   | ATP Parijs                | Hardcourt (i) | Henri Kontinen     | Pierre-Hugues Herbert Nicolas Mahut       | 6-3, 3-6, [10-6]     | Details |
| 11.                                   | 20 november 2016  | ATP World Tour Finals (1) | Hardcourt (i) | Henri Kontinen     | Raven Klaasen Rajeev Ram                  | 2-6, 6-1, [10-8]     | Details |
| 12.                                   | 6 augustus 2017   | ATP Washington            | Hardcourt     | Henri Kontinen     | Łukasz Kubot Marcelo Melo                 | 7-6(5), 6-4          | Details |
| 13.                                   | 29 januari 2017   | Australian Open           | Hardcourt     | Henri Kontinen     | Bob Bryan Mike Bryan                      | 7-5, 7-5             | Details |
| 14.                                   | 8 oktober 2017    | ATP Peking                | Hardcourt     | Henri Kontinen     | John Isner Jack Sock                      | 6-3, 3-6, [10-7]     | Details |
| 15.                                   | 15 oktober 2017   | ATP Shanghai              | Hardcourt     | Henri Kontinen     | Łukasz Kubot Marcelo Melo                 | 6-4, 6-2             | Details |
| 16.                                   | 19 november 2017  | ATP Finals (2)            | Hardcourt (i) | Henri Kontinen     | Łukasz Kubot Marcelo Melo                 | 6-4, 6-2             | Details |
| 17.                                   | 7 januari 2018    | ATP Brisbane (3)          | Hardcourt     | Henri Kontinen     | Leonardo Mayer Horacio Zeballos           | 3-6, 6-3, [10-2]     | Details |
| 18.                                   | 24 juni 2018      | ATP Londen                | Gras          | Henri Kontinen     | Jamie Murray Bruno Soares                 | 6-4, 6-3             | Details |
| 19.                                   | 12 augustus 2018  | ATP Montreal/Toronto      | Hardcourt     | Henri Kontinen     | Raven Klaasen Michael Venus               | 6-2, 6-7(7), [10-6]  | Details |
| 20.                                   | 16 juni 2019      | ATP Stuttgart             | Gras          | Bruno Soares       | Rohan Bopanna Denis Shapovalov            | 7-5, 6-3             | Details |
| 21.                                   | 29 februari 2020  | ATP Dubai                 | Hardcourt     | Michael Venus      | Raven Klaasen Oliver Marach               | 6-3, 6-2             | Details |
| 22.                                   | 28 september 2020 | ATP Hamburg (3)           | Gravel        | Michael Venus      | Ivan Dodig Mate Pavić                     | 6-3, 6-4             | Details |
| 23.                                   | 25 oktober 2020   | ATP Antwerpen             | Hardcourt (i) | Michael Venus      | Rohan Bopanna Matwé Middelkoop            | 6-3, 6-4             | Details |
| 24.                                   | 22 mei 2021       | ATP Genève                | Gravel        | Michael Venus      | Simone Bolelli Máximo González            | 6-2, 7-5             | Details |
| 25.                                   | 17 oktober 2021   | ATP Indian Wells          | Hardcourt     | Filip Polášek      | Aslan Karatsev Andrej Roebljov            | 6-3, 7-6(5)          | Details |
| 26.                                   | 15 januari 2022   | ATP Sydney                | Hardcourt     | Filip Polášek      | Simone Bolelli Fabio Fognini              | 7-5, 7-5             | Details |
| 27.                                   | 25 juni 2023      | ATP Halle                 | Gras          | Marcelo Melo       | Simone Bolelli Andrea Vavassori           | 7–6(7), 3–6, [10–6]  | Details |
| verloren finales mannendubbelspel     |                   |                           |               |                    |                                           |                      |         |
| 1.                                    | 6 oktober 2013    | ATP Tokio                 | Hardcourt     | Jamie Murray       | Rohan Bopanna Édouard Roger-Vasselin      | 6-7(5), 4-6          | Details |
| 2.                                    | 15 juni 2014      | ATP Londen                | Gras          | Jamie Murray       | Alexander Peya Bruno Soares               | 6-4, 6-7(4), [4-10]  | Details |
| 3.                                    | 23 augustus 2014  | ATP Winston-Salem         | Hardcourt     | Jamie Murray       | Juan Sebastián Cabal Robert Farah Maksoud | 3-6, 4-6             | Details |
| 4.                                    | 28 september 2014 | ATP Kuala Lumpur          | Hardcourt (I) | Jamie Murray       | Marcin Matkowski Leander Paes             | 6-3, 6-7(5), [5-10]  | Details |
| 5.                                    | 15 februari 2015  | ATP Rotterdam             | Hardcourt (I) | Jamie Murray       | Jean-Julien Rojer Horia Tecău             | 6-3, 3-6, [8-10]     | Details |
| 6.                                    | 26 april 2015     | ATP Barcelona             | Gravel        | Jamie Murray       | Marin Draganja Henri Kontinen             | 3-6, 7-6(6), [9-11]  | Details |
| 7.                                    | 12 juli 2015      | Wimbledon                 | Gras          | Jamie Murray       | Jean-Julien Rojer Horia Tecău             | 6-7(5), 4-6, 4-6     | Details |
| 8.                                    | 13 september 2015 | US Open                   | Hardcourt     | Jamie Murray       | Pierre-Hugues Herbert Nicolas Mahut       | 4-6, 4-6             | Details |
| 9.                                    | 25 oktober 2015   | ATP Wenen                 | Hardcourt (i) | Jamie Murray       | Łukasz Kubot Marcelo Melo                 | 6-4, 6-7(3), [6-10]  | Details |
| 10.                                   | 1 november 2015   | ATP Bazel                 | Hardcourt (i) | Jamie Murray       | Alexander Peya Bruno Soares               | 5-7, 5-7             | Details |
| 11.                                   | 16 oktober 2016   | ATP Peking                | Hardcourt     | Henri Kontinen     | John Isner Jack Sock                      | 4-6, 4-6             | Details |
| 12.                                   | 27 januari 2019   | Australian Open           | Hardcourt     | Henri Kontinen     | Pierre-Hugues Herbert Nicolas Mahut       | 4-6, 6-7(1)          | Details |
| 13.                                   | 20 juni 2021      | ATP Londen                | Gras          | Reilly Opelka      | Pierre-Hugues Herbert Nicolas Mahut       | 4-6, 5-7             | Details |
| 14.                                   | 3 oktober 2021    | ATP San Diego             | Hardcourt     | Filip Polášek      | Joe Salisbury Neal Skupski                | 6-7(2), 6-3, [5-10]  | Details |
| 15.                                   | 31 juli 2022      | ATP Atlanta               | Hardcourt     | Jason Kubler       | Thanasi Kokkinakis Nick Kyrgios           | 6-7(4), 5-7          | Details |
| 16.                                   | 14 augustus 2022  | ATP Montreal/Toronto 2022 | Hardcourt     | Daniel Evans       | Wesley Koolhof Neal Skupski               | 2-6, 6-4, [6-10]     | Details |
| 17.                                   | 23 oktober 2022   | ATP Napels                | Hardcourt (i) | Matthew Ebden      | Ivan Dodig Austin Krajicek                | 3-6, 6-1, [8-10]     | Details |
| 18.                                   | 3 oktober 2023    | ATP Astana                | Hardcourt (i) | Mate Pavić         | Nathaniel Lammons                         | 6–7(4), 6–7(7)       | Details |
| gewonnen challengers mannendubbelspel |                   |                           |               |                    |                                           |                      |         |
| 1.                                    | 30 januari 2012   | Burnie                    | Hardcourt     | John-Patrick Smith | Divij Sharan Vishnu Vardhan               | 6-2, 6-4             |         |
| 2.                                    | 6 februari 2012   | Caloundra                 | Hardcourt     | John-Patrick Smith | John Paul Fruttero Raven Klaasen          | 7-65, 6-4            |         |
| 3.                                    | 9 april 2012      | León                      | Hardcourt     | John-Patrick Smith | Bruno Rodríguez César Ramírez             | 6-3, 6-3             |         |
| 4.                                    | 23 juli 2012      | Lexington                 | Hardcourt     | Austin Krajicek    | Tennys Sandgren Rhyne Williams            | 6-1, 7-64            |         |
| 5.                                    | 6 augustus 2012   | Aptos                     | Hardcourt     | Rik De Voest       | Chris Guccione Frank Moser                | 65-7, 6-1, [10-4]    |         |
| 6.                                    | 1 oktober 2012    | Belém                     | Hardcourt     | John-Patrick Smith | Nicholas Monroe Simon Stadler             | 6-3, 6-2             |         |
| 7.                                    | 29 oktober 2012   | Charlottesville           | Hardcourt (I) | John-Patrick Smith | Jarmere Jenkins Jack Sock                 | 7-5, 6-1             |         |
| 8.                                    | 4 juni 2013       | Nottingham                | Gras          | Jamie Murray       | Ken Skupski Neal Skupski                  | 6-2, 6-7(3), [10-6]  |         |

### Gemengd dubbelspel
| Nr.              | Datum             | Toernooi | Ondergrond | Partner       | Tegenstanders in finale                 | Score            | Details |
| ---------------- | ----------------- | -------- | ---------- | ------------- | --------------------------------------- | ---------------- | ------- |
| gewonnen finales |                   |          |            |               |                                         |                  |         |
| 1.               | 10 september 2022 | US Open  | Hardcourt  | Storm Sanders | Kirsten Flipkens Édouard Roger-Vasselin | 4-6, 6-4, [10-7] | Details |
| verloren finales |                   |          |            |               |                                         |                  |         |

## Resultaten grote toernooien
| Legenda | Legenda                          |
| ------- | -------------------------------- |
| g.t.    | geen toernooi gehouden           |
| l.c.    | lagere categorie                 |
| –       | niet deelgenomen                 |
| G       | uitgeschakeld in de groepsfase   |
| 1R      | uitgeschakeld in de eerste ronde |
| 2R      | uitgeschakeld in de tweede ronde |
| 3R      | uitgeschakeld in de derde ronde  |
| 4R      | uitgeschakeld in de vierde ronde |
| KF      | uitgeschakeld in de kwartfinale  |
| HF      | uitgeschakeld in de halve finale |
| F       | de finale verloren               |
| W       | het toernooi gewonnen            |
| w-v     | winst/verlies-balans             |

### Mannendubbelspel
| Grandslamtoernooien  |    |      |      |      |    |      |      |      |      |      |      |      |   |
| Australian Open      | –  | 2R   | 2R   | 3R   | 2R | W    | 2R   | F    | 3R   | 3R   | KF   | KF   |   |
| Roland Garros        | –  | 2R   | 3R   | 3R   | 2R | 1R   | KF   | 3R   | 2R   | 2R   | 1R   | 3R   |   |
| Wimbledon            | 1R | 1R   | 3R   | F    | KF | HF   | 1R   | KF   | g.t. | 1R   | KF   | 3R   |   |
| US Open              | –  | KF   | 1R   | F    | 2R | HF   | 2R   | 2R   | 2R   | 1R   | HF   | 1R   |   |
| ATP Finals           |    |      |      |      |    |      |      |      |      |      |      |      |   |
| ATP Finals           | –  | –    | –    | G    | W  | W    | G    | –    | G    | –    | –    | –    |   |
| ATP Masters 1000     |    |      |      |      |    |      |      |      |      |      |      |      |   |
| Indian Wells         | –  | –    | 1R   | 2R   | 1R | KF   | 1R   | 2R   | g.t. | W    | 1R   | 2R   |   |
| Miami                | –  | –    | 1R   | 2R   | 1R | 2R   | 1R   | 1R   | g.t. | –    | 1R   | 1R   |   |
| Monte Carlo          | –  | –    | –    | 1R   | KF | KF   | 2R   | 2R   | g.t. | 1R   | 2R   | –    |   |
| Madrid               | –  | –    | 1R   | KF   | KF | KF   | 2R   | 2R   | g.t. | 1R   | 1R   | –    |   |
| Rome                 | –  | –    | –    | KF   | 1R | HF   | KF   | KF   | HF   | HF   | 1R   | 1R   |   |
| Montreal/Toronto     | –  | –    | 2R   | KF   | KF | KF   | W    | 2R   | g.t. | 1R   | F    | 1R   |   |
| Cincinnati           | –  | –    | 1R   | 2R   | 1R | KF   | KF   | KF   | 1R   | 2R   | 1R   | KF   |   |
| Shanghai             | –  | HF   | 1R   | 2R   | F  | W    | 2R   | 2R   | g.t. | g.t. | g.t. | 1R   |   |
| Parijs               | –  | 1R   | –    | 2R   | W  | KF   | 2R   | 1R   | KF   | HF   | 2R   | –    |   |
| Olympische Spelen    |    |      |      |      |    |      |      |      |      |      |      |      |   |
| Olympische Spelen    | –  | g.t. | g.t. | g.t. | 1R | g.t. | g.t. | g.t. | g.t. | 1R   | g.t. | g.t. |   |
| Statistieken         |    |      |      |      |    |      |      |      |      |      |      |      |   |
| Totaal aantal titels | 0  | 3    | 1    | 2    | 5  | 5    | 1    | 1    | 3    | 2    | 1    | 1    | 0 |
| Eindejaarsranking    | 76 | 29   | 43   | 8    | 9  | 4    | 23   | 26   | 28   | 13   | 37   | 39   |   |

### Gemengd dubbelspel
| Grandslamtoernooien |      |      |      |    |      |      |      |      |    |      |      |  |
| Australian Open     | –    | 2R   | KF   | 2R | 1R   | 2R   | 1R   | –    | 1R | HF   | 1R   |  |
| Roland Garros       | –    | 1R   | KF   | 1R | 1R   | 2R   | KF   | g.t. | 2R | HF   | 2R   |  |
| Wimbledon           | KF   | 3R   | 2R   | 1R | 3R   | 2R   | 3R   | g.t. | HF | KF   | 1R   |  |
| US Open             | 2R   | KF   | 2R   | –  | –    | HF   | 1R   | g.t. | 1R | W    | 1R   |  |
| Olympische Spelen   |      |      |      |    |      |      |      |      |    |      |      |  |
| Olympische Spelen   | g.t. | g.t. | g.t. | 1R | g.t. | g.t. | g.t. | g.t. | HF | g.t. | g.t. |  |